# الإسكندرية (فرجينيا)
الإسكندرية، مدينة أمريكية تقع بولاية فيرجينيا بالولايات المتحدة الأمريكية. تقع علي الضفة الغربية لنهر البوتوماك علي مسافة ستة أميال جنوبي العاصمة الأمريكية واشنطن وتسعة أميال شمال فيرنون.
وتقع معظم مساحة المدينة الحالية في نطاق مساحة قدرها 6000 فدان أهداها حاكم ولاية فيرجينيا السير ويليام بيركلي للقبطان الإنجليزي روبرت هاوزينج بتاريخ 21 أكتوبر 1669.
وقد تم هذا الإهداء عن طريق مرسوم بموجب السلطة المخولة للحاكم من الملك تشارلز الثاني وذلك اعترافا بخدمات القبطان هاوزينج الذي
أحضر 120 شخصا كي يعيشوا بمقاطعة فيرجينيا.
وبعد أقل من شهر باع هاوزينج تلك الأراضي المهداة إليه مقابل ستة آلاف رطلا من التبغ للمدعو جون الكسندر.
وقد اختار مجلس مقاطعة فيرجينا هذه المساحة عام 1749 لتقام عليها مدينة جديدة علي أن يطلق عليها اسم الإسكندرية نسبة إلي صاحب المساحة السابق.
وفي عام 1796 عندما زار الدوق ليانكور الإسكندرية وصفها بأنها أروع مدن فيرجينا ومن أجمل مدن الولايات المتحدة الأمريكية
وتعتبر الإسكندرية أقدم من واشنطن العاصمة بخمسين عاما تقريبا ولها تاريخ عريق بالمقارنة بالمدن الأمريكية الأخرى. كما أن بها الكثير من الأبنية التي يرجع تاريخها إلي القرن الثامن عشر.

## توأمة
الإسكندرية لديها اتفاقيات توأمة مع كل من:
- غيومري (1988 - )[8]
- دندي (1993 - )[8]
- كاين (1991 - )[8]
- هيلسينجبورج [9]

## أعلام
- ديرموت مولروني
- فيرنر فون براون
- إيزابيلا كارل
- آلفين هانسن
- كلارينس غودسون
- جيمس برادي
- هارت سكوت
- ديدريخ بادر
- أنغوس كينغ
- أليس كاترين إيفانز

## وصلات خارجية
- الموقع الرسمي لمدينة الإسكندرية، فيرجينيا